# Insurrection du Pernambouc

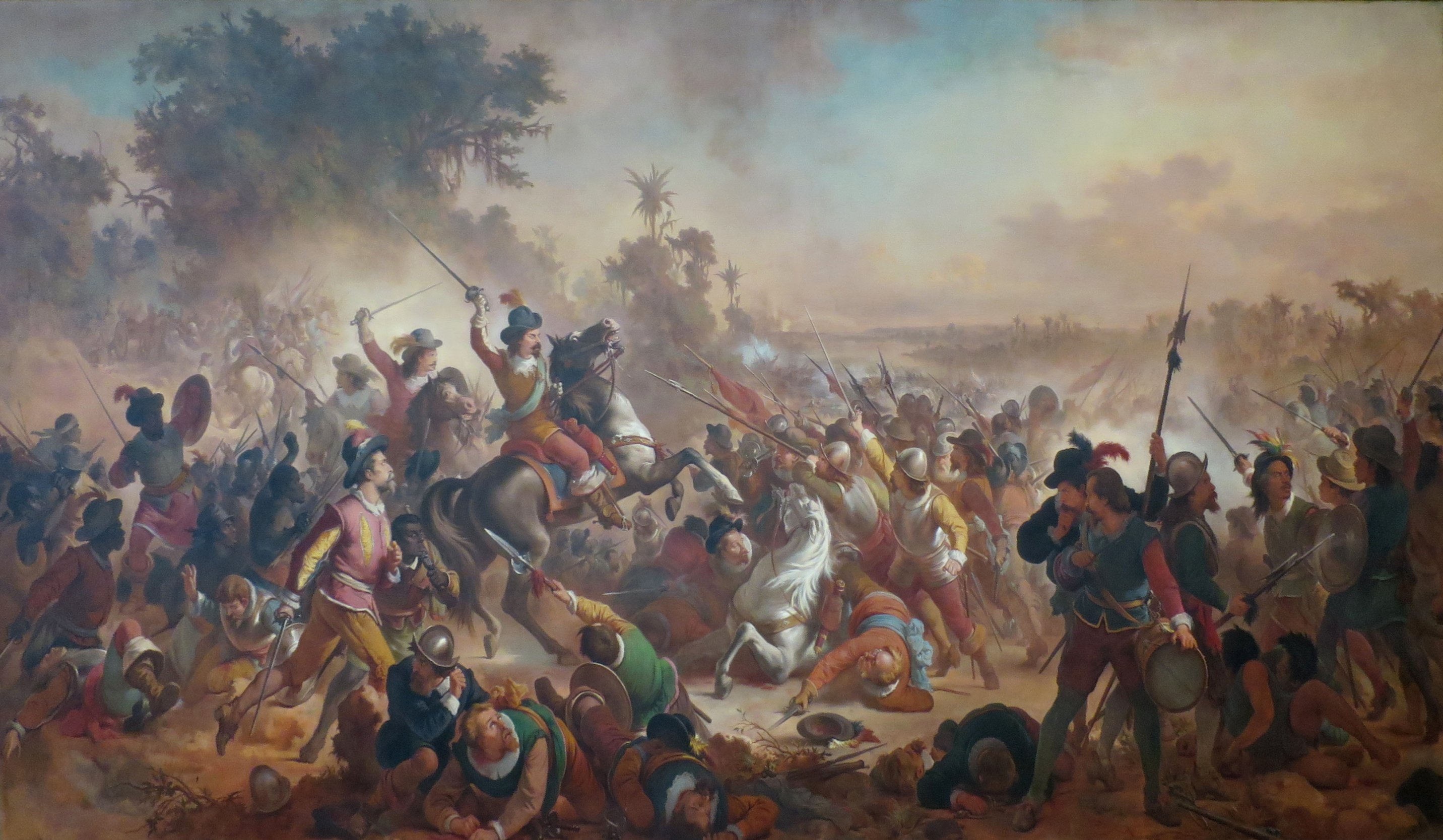
La bataille de Guararapes représentée dans le tableau de Victor Meirelles (1879).

L'insurrection du Pernambouc (en portugais : Insurreição Pernambucana), également appelée guerre de la lumière divine (en Guerra da Luz Divina), est un mouvement contre la domination hollandaise dans la capitainerie de Pernambouc. Elle a eu lieu dans le contexte de la deuxième invasion néerlandaise et de la guerre néerlando-portugaise et a culminé avec l'expulsion des Néerlandais de la région Nord-Est du Brésil, suivie de la récupération du territoire par la couronne portugaise.
Le 15 mai 1645, réunis à Engenho de São João, dix-huit chefs insurgés luso-brésiliens signent un engagement à lutter contre la domination hollandaise dans la capitainerie. Le mouvement intégre les forces dirigées par André Vidal de Negreiros, João Fernandes Vieira, Henrique Dias et Filipe Camarão, dans les célèbres batailles de Guararapes, combattues entre 1648 et 1649 et décisives pour l'expulsion des Néerlandais du Brésil en 1654.

## Contexte historique

### Nouvelle-Hollande

Carte de la Nouvelle Hollande, avec son territoire allant de Sergipe à Maranhão.

Jusqu'à l'arrivée de l'administrateur de la Compagnie néerlandaise des Indes occidentales (en néerlandais : West-Indische Compagnie ou WIC), Maurice de Nassau, dans les territoires conquis en 1637, les Portugais mènent la « guerre du Brésil » (en portugais : Guerra Brasílica), un type de guérilla qui consiste en des attaques rapides et furtives contre les forces néerlandaises après lesquelles les attaquants disparaissaient rapidement dans les bois. Dès lors, ces embuscades sont suspendues sur le territoire de la capitainerie de Pernambouc, puisque Nassau met en œuvre une politique de stabilisation dans les domaines conquis.
Sous son gouvernement, le nord-est brésilien connaît un âge d'or : la « Nouvelle-Hollande ». Lorsqu'il pose le pied sur le sol du Pernambouc, il trouve environ sept mille personnes vivant dans les pires conditions d'hygiène et de logement. Il ordonne la construction de ponts et de palais, initie l'urbanisation de ce qui est aujourd'hui connu comme le quartier de Santo Antônio dans la capitale du Pernambouc, encourage les arts et les sciences et dépeint la nature du nouveau monde à travers ses deux artistes Frans Post et Albert Eckhout. Au total, Maurice de Nassau emploie 46 chercheurs des genres les plus variés.
En ce qui concerne l'exploitation de la métropole en tant que colonie, il se montre tolérant envers les propriétaires d'engenhos, qui doivent beaucoup au WIC. De confession protestante, il est tout aussi tolérant envers le judaïsme et le catholicisme, permettant à toutes les religions d’être professées librement. Il préfère ne pas s’emparer des moulins ni réprimer les révoltes avec cruauté. En bref, il essaye de gérer les choses d’une manière contraire à ce que voulaient les gens du WIC.

### Causes immédiates de l'insurrection
Au début de 1640, une flotte luso-espagnole ne parvient pas à débarquer à Pernambouc et est détruite près d'Ilha de Itamaracá : la guerre commence pour le Brésil. Pendant ce temps, les Néerlandais conquièrent São Tomé-et-Principe et Luanda, en Angola, centres d'approvisionnement en esclaves.
Le Portugal est déjà en guerre avec les Provinces-Unies depuis 1595, lorsque, en décembre, les Portugais se libérèrent de la domination espagnole, déclenchant ainsi la guerre de Restauration. Le nouveau roi du Portugal, Jean IV, devant faire face à une longue guerre contre l'Espagne, signe une trêve de dix ans entre le Portugal et les Provinces-Unies et ordonne que les colons brésiliens n'attaquent pas les Néerlandais.
Dans le nord-est du Brésil, les usines de canne à sucre connaissent des difficultés au cours d'une année de peste et de sécheresse, sous la pression de la Compagnie néerlandaise des Indes occidentales qui, sans tenir compte de la volonté politique de Nassau, commence à exiger le paiement des dettes et à confisquer les usines des agriculteurs défaillants. Cette situation conduit au déclenchement de l'insurrection du Pernambouc, qui aboutit à la fin de la domination néerlandaise dans le nord-est du Brésil.

## Déroulement de la guerre
L'insurrection commence le 13 juin 1645, dirigée par André Vidal de Negreiros et João Fernandes Vieira. Au début, le gouvernement néerlandais n’accorde pas beaucoup d’importance au mouvement. Ce n'est que lorsqu'ils sont informés que Henrique Dias et Filipe Camarão avancent vers Alagoas qu'ils réalisent la gravité de la situation : le gouverneur néerlandais commence alors à envoyer des commandants militaires pour réprimer les foyers de rébellion.
Le 3 août 1645, les deux armées s'affrontent lors de la bataille du Monte das Tabocas. Le commandant hollandais Hendrick Haus est convaincu qu'il part combattre des soldats amateurs, des hommes sans expérience militaire, et il prend un grand nombre de chaînes pour faire prisonniers les rebelles. Cependant, Haus est attiré dans une embuscade qui aboutit à la défaite des troupes néerlandaises.
La victoire de Monte das Tabocas encourage de plus belle les rebelles. Les dirigeants du mouvement décident de marcher vers le sud de Recife pour rencontrer les troupes d'Henrique Dias et de Filipe Camarão, qui arrivent de Bahia. En apprenant cela, les autorités néerlandaises envoient des émissaires auprès du gouverneur général du Brésil, António Teles da Silva (pt). Le gouverneur déclare cependant que Dias et Camarão agissent de leur propre chef et qu'il ne peut rien faire, mais il promet d'essayer de les apaiser. Cependant, malgré la promesse, António Teles da Silva commence à aider activement le mouvement.
Après avoir pris le fort de Santo Antônio do Cabo, les troupes d'André Vidal rejoignent celles de Vieira, Dias et Camarão et arrivent tout près de Recife après avoir repris Olinda. Vidal n'attaque cependant pas Recife car il estime ne pas être tout-à-fait prêt.
Le 7 octobre, les rebelles de Pernambouc envoient un manifeste au roi Jean IV, sur le droit de se soulever contre la domination néerlandaise. Sous la pression du gouvernement néerlandais, Jean IV — qui n'est pas en mesure de les défier — envoie l'ordre à Bahia pour que ses hommes abandonnent la colonie néerlandaise. En même temps, il informe les Néerlandais que s'il n'est pas obéi, il ne pourra rien faire. Pendant ce temps, au Brésil, les Portugais rebelles subissent une défaite en mer lorsque la flotte de Serrão de Paiva est vaincue par la flotte de Jan Cornelisz Lichthart (pt). Au début de 1647, les Néerlandais envahissent l'île d'Itaparica à Bahia, mais au début de l'année suivante, les Portugais la reprennent. De nouveaux renforts arrivent des Provinces-Unies et du Portugal, les Néerlandais étant commandés par Witte Corneliszoon de With et les Portugais par le comte de Vila Pouca de Aguiar (pt), le nouveau gouverneur général du Brésil.
Toujours en 1647, le Père Antônio Vieira, conseiller de Jean IV conseille au roi d'acheter Pernambouc aux Néerlandais, mais la proposition est rejetée par les Néerlandais l'année suivante.

Bataille de Guararapes, ex-voto anonyme (1758, Musée historique national).

Le 18 avril 1648, Monte dos Guararapes est occupé par 2 400 soldats portugais du Nord-Est. Le lendemain, 4 500 Néerlandais arrivent sur place pour les affronter. Bien qu'il se trouve désavantagé, le leader portugais Muniz Barreto décide d'affronter l'ennemi lors de la première bataille de Guararapes, au cours de laquelle, après 5 heures de combat, les Portugais du Nord-Est sortent victorieux, mais l'un des leaders brésiliens, Filipe Camarão, est mort des suites des blessures subies pendant la bataille.
La deuxième bataille de Guararapes a lieu le lendemain et, comme lors de la première bataille, les Néerlandais les surpassent en nombre et sous-estiment la ruse des commandants alliés portugais et du nord-est. Les alliés déplacent leurs troupes pendant la nuit et quand le jour se lève, les Néerlandais se trouvent pratiquement encerclés. En essayant de se retirer, ils sont attaqués par les alliés, subissant une nouvelle défaite dans laquelle 1 028 hommes sont morts, y compris le commandant le colonel Brinck, et 90 hommes sont faits prisonniers. Du côté des Luso-brésiliens, les pertes sont de 45 morts et 200 blessés.
En mars 1649, la Companhia Geral do Comércio do Brasil (pt) est créée au Portugal, dans le but d'affronter son rival néerlandais et de contribuer à la reconquête du Pernambouc.
Au cours des années suivantes, les Hollandais sont de plus en plus acculés par l'avancée des Alliés, jusqu'à ce qu'en 1652, les Provinces-Unies entrent en guerre contre l'Angleterre, devenant ainsi incapable d'envoyer des renforts à sa colonie. Profitant de cela, Jean IV envoie une grande escadre, composée de 13 navires de guerre et de 64 navires marchands armés, sous le commandement de Pedro Jaques de Magalhães (pt). L'escadre arrive à Pernambouc le 20 décembre 1653 et assiège Recife. Le 15 janvier 1654, les Portugais, commandés par André Vital, attaquent Recife. Le 23, les Néerlandais font une proposition de paix qui est acceptée par les Alliés. Le 26 janvier 1654, les dirigeants néerlandais signent la capitulation.
Dans la reddition, il est convenu que toutes les villes, tous les forts et toutes les armes qui sont aux mains des Néerlandais passent à la couronne portugaise ; que tous ceux qui ont aidé les Néerlandais recevront l’amnistie ; que les Néerlandais qui veulent rester au Brésil auront les mêmes droits que les Portugais ; et que ceux qui veulent partir seront autorisés à emporter tous leurs biens. La nouvelle de la capitulation parvient au Portugal le 19 mars, jour de l'anniversaire de Jean IV. Les négociations entre le Portugal et les Provinces-Unies commencent peu de temps après.

### Contexte international

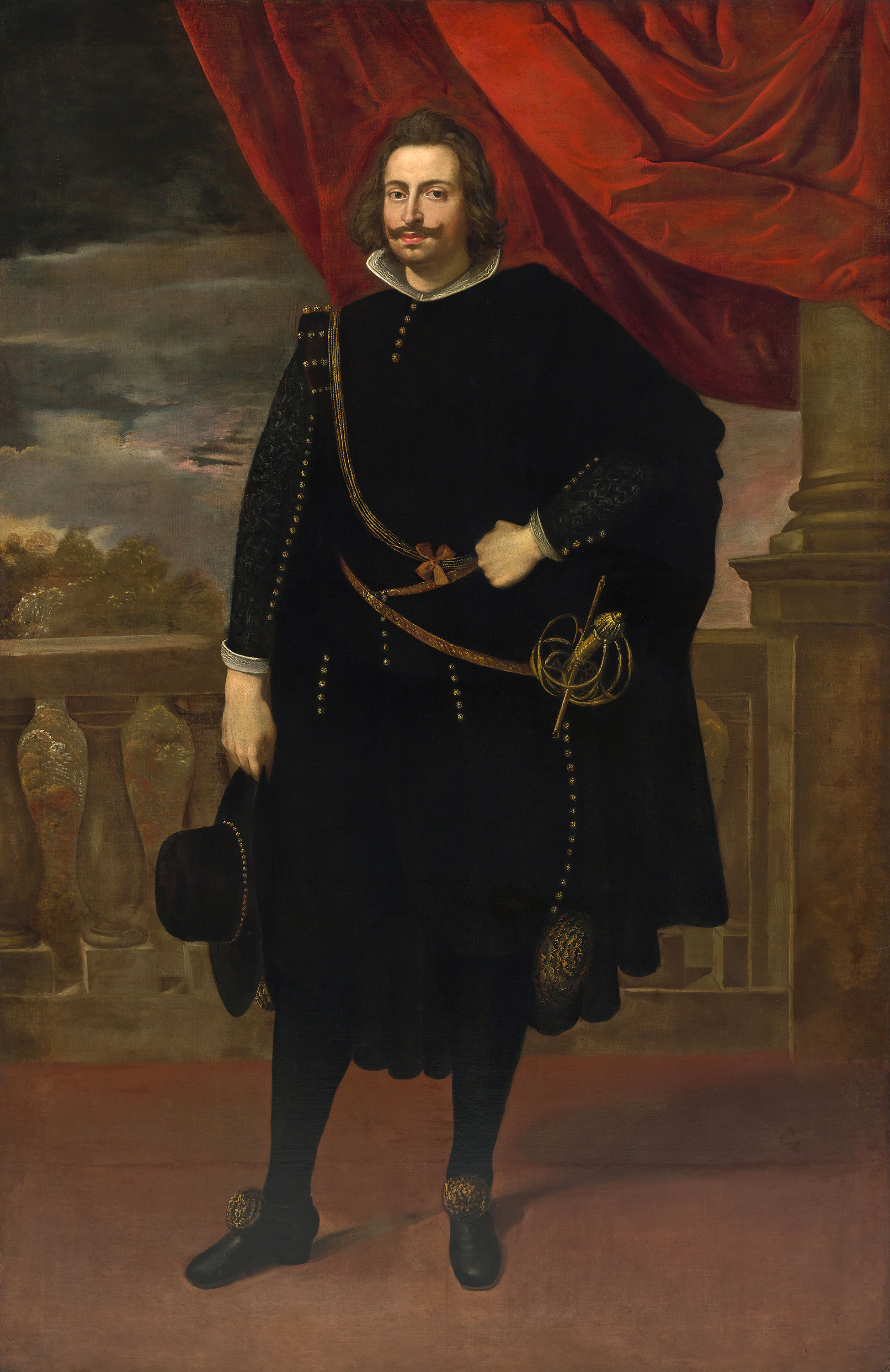
Jean IV, roi du Portugal. Tableau de l'atelier de Pierre Paul Rubens (vers 1628, Palais royal de Varsovie).

L'insurrection du Pernambouc s'inscrit dans le contexte de la guerre néerlando-portugaise (1595-1663), et les conflits autour du territoire brésilien ne finissent pas, en fait, avec l'expulsion des Néerlandais de Pernambouc en 1654. Après la première guerre anglo-néerlandaise, les Néerlandais se retournent contre le Portugal. Une flotte néerlandaise bloque les principaux ports du Portugal tandis que les diplomates néerlandais négocient avec la reine régente Louise-Françoise de Guzmán, veuve de João IV, les conditions de la paix entre le Portugal et les Provinces-Unies. Les exigences sont élevées : le Portugal doit restituer le Pernambouc et les autres territoires de la Nouvelle-Hollande aux Néerlandais et céder également les colonies portugaises d'Angola et de São Tomé, en plus de payer une lourde indemnité à la Compagnie néerlandaise des Indes occidentales. La situation est délicate pour le Portugal, car les Portugais sont toujours en guerre avec l'Espagne, mais le Portugal ne cède pas aux exigences et la guerre continue, les navires étant saisis par les deux camps, jusqu'à ce que le mariage du roi d'Angleterre, Charles II, avec Catherine de Bragance, fille de João IV et sœur de Alphonse VI fasse intervenir l'Angleterre en faveur du Portugal. La signature de la paix définitive, dans des conditions plus dignes pour le Portugal, a finalement lieu le 6 août 1661, avec la signature du traité de La Haye, selon lequel la Nouvelle-Hollande est « vendue » au Portugal pour quatre millions de cruzados (soit huit millions de florins), à payer en espèces ou en sucre, tabac et sel. Selon les termes de l'accord, les Néerlandais bénéficient également d'avantages douaniers et de libertés commerciales sur les territoires de l'empire portugais. En 1662, en raison du retard dans le paiement des indemnités, Cochin est prise par les Hollandais, rompant ainsi l'accord signé. Les Néerlandais, craignant la perte des territoires déjà conquis, finissent par établir définitivement la paix en 1663.
À la fin de la guerre, le Portugal finit par céder Ceylan (également envahi par la Compagnie des Indes orientales), en plus d'accorder à la République des Sept Provinces-Unies des Pays-Bas des privilèges dans le commerce du sucre. En échange, les Provinces-Unies reconnaissent la pleine souveraineté portugaise sur le Brésil et l’Angola.

## Principales figures du mouvement

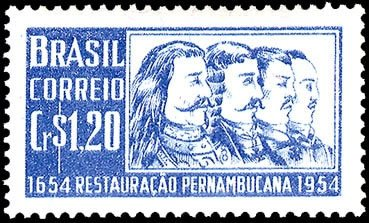
Timbre-poste représentant les principaux personnages de la bataille.

- João Fernandes Vieira : propriétaire d'un engenho portugais, arrivé au Brésil à l'âge de dix ans. Selon l'historien Charles Ralph Boxer, il est le principal leader de la reconquête du Pernambouc. Bien qu'il soit d'origine modeste et peut-être même de couleur (il existe des preuves que sa mère n'était pas blanche), Fernandes Vieira a gouverné l'Angola et le Pernambouc[6]. En 1645, il est le premier signataire du pacte qui est scellé, dans lequel le mot patrie est utilisé pour la première fois sur les terres brésiliennes. En tant que maître de campagne, il a commandé le tercio le plus puissant de l'armée patriote lors des deux batailles de Guararapes (1648 et 1649). Pour ses réalisations, il a été reconnu Guide suprême de la Révolution et gouverneur de la guerre de liberté et de la restauration du Pernambouc[1].

- André Vidal de Negreiros : militaire luso-brésilien et gouverneur colonial né à Paraíba. Il a mobilisé des ressources et des personnes de l'arrière-pays du nord-est pour combattre aux côtés des troupes portugaises. L'un des meilleurs soldats de son temps, il a participé avec une grande bravoure à presque toutes les batailles contre les Hollandais. Nommé maître de campagne, il s'est distingué à la tête d'un des tercios de l'armée patriote lors des deux batailles de Guararapes[2]. Il a commandé le siège de Recife qui aboutit à la capitulation hollandaise en 1654. André Vidal de Negreiros est, selon l'historien Francisco Adolfo de Varnhagen, le grand artisan de l'expulsion des Néerlandais. Pour ses réalisations, il a été nommé gouverneur et capitaine général des capitaineries de Maranhão (pt), de Pernambuco et de l'État d'Angola[1].

- Filipe Camarão ou Potiguaçu : indigène et chef de la tribu Potiguar (pt), il a organisé des actions de guérilla qui se sont avéré essentielles pour contenir l'avancée des envahisseurs, il s'est distingué dans les batailles de São Lourenço (1636), Porto Calvo (1637) et Mata Redonda (1638). Au cours de cette dernière année, il participa également à la défense de Salvador, attaquée par les meilleurs soldats de Maurice de Nassau[2]. Il s'est distingué en commandant l'aile droite de l'armée rebelle lors de la première bataille de Guararapes, pour laquelle il a reçu la faveur de Dom, l'habit de chevalier de l'Ordre du Christ, le statut de noble avec armoiries et le titre de Capitaine-Major de Tous les Indigènes du Brésil[1].

- Henrique Dias : fils d'esclaves brésilien, connu comme « le gouverneur des Noirs », il a recruté d'anciens esclaves afro-brésiliens des engenhos ravagés par le conflit et dominés par les envahisseurs. En tant que maître de campagne il commanda le Terço des Hommes Noirs et Mulâtres de l'Armée Patriote dans les deux batailles de Guararapes, ses troupes étaient aussi appelées Henriques ou milices noires. Il a participé à de nombreuses batailles, se distinguant par sa bravoure lors des batailles d'Igaraçu, où il a été blessé à deux reprises. Il a aussi participé à la reconquête de Goiana et notamment à Porto Calvo en 1637, où sa main gauche a été arrachée par un coup d'arquebuse. Sans abandonner la bataille, il a décidé de la victoire à cette occasion. Quand Jean IV a désavoué l'insurrection du Pernambouc lors d'une brève trêve, Henrique Dias a écrit ces mots aux Néerlandais : « Messieurs Hollandais… Vos Grâces doivent savoir que le Pernambouc est… ma patrie, et que nous ne pouvons plus en supporter une si longue absence. Ici, nous devrons perdre la vie, ou nous devrons expulser Vos Grâces. Et même si le gouverneur et Sa Majesté nous ordonnent de nous retirer à Bahia, nous devons d'abord leur répondre et leur donner les raisons pour lesquelles nous ne renonçons pas à cette guerre. » Pour ses services, il a également reçu plusieurs titres de noblesse, tels que l'Ordre de l'Habit du Christ et la Comenda de Soure[1].

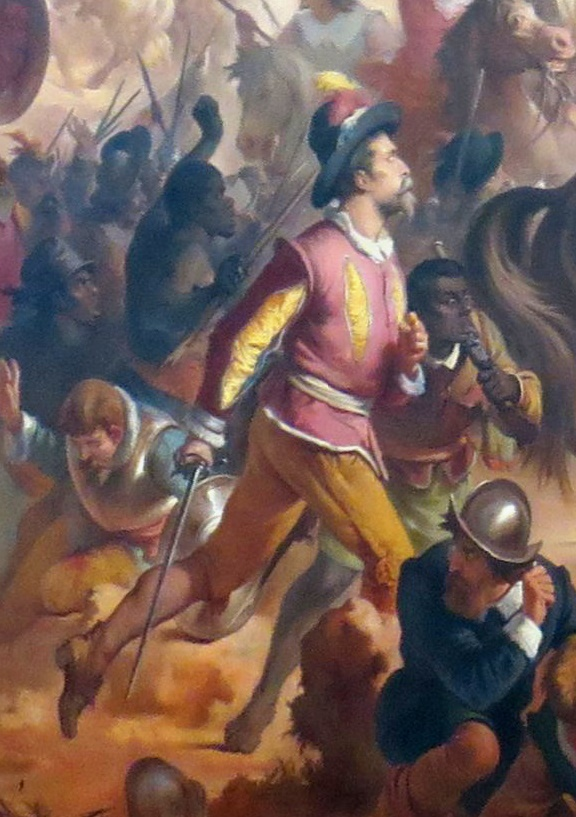
Antônio Dias Cardoso imaginé par Victor Meirelles dans Batalha dos Guararapes (détail, entre 1875 et 1879, Musée national des Beaux-Arts du Brésil).

- Antônio Dias Cardoso : Portugais, il a été l'un des principaux chefs de l'insurrection du Pernambuc et a commandé une petite force qui a remporté la bataille de Monte das Tabocas contre une troupe beaucoup plus importante dirigée directement par Maurício de Nassau. Plus tard, il a également vaincu en petit nombre la troupe néerlandaise commandée par le lieutenant-colonel Hendrick Van Hans, commandant général dans le nord-est du Brésil, à Casa Forte. Il a également participé activement aux deux batailles de Guararapes, étant dans la première commandant adjoint du plus grand des quatre terços de l'Armée Patriote, après avoir été chargé de l'attaque sur le front principal de la bataille par João Fernandes Vieira. Lors de la deuxième bataille, il a commandé la soi-disant troupe spéciale de l'armée patriote, vainquant toute l'aile droite des Néerlandais. Dans cette campagne, Antônio Dias Cardoso a débuté comme soldat. Lors de l'invasion de 1624 à 1625, lui et sa compagnie ont réussi à contenir les envahisseurs dans le périmètre de Salvador, qui est entouré par les meilleurs soldats de Maurício de Nassau. Grâce à ses exploits durant la campagne, il a rapidement accédé au grade de capitaine, puis a été placé en réserve. Cependant, en raison de sa valeur reconnue, il a été rappelé à combattre. Profond connaisseur des techniques de guérilla indigènes, il faisait largement usage d'embuscades. En 1645, il a recruté, entraîné et dirigé une force de 1 200 Mazombos insurgés du Pernambouc, armés d'armes à feu, de faucilles, de massues, d'arcs et de flèches, dans une embuscade au cours de laquelle ils vainquirent 1 900 Néerlandais mieux équipés. Ce succès lui vaut le surnom de « maître des embuscades ». Pour ses exploits, il a reçu l'honneur de Chevalier de l'Ordre du Christ et le commandement du Terço de João Fernandes Vieira, dont il a été adjudant lors de la première bataille de Guararapes. En 1656, il a été nommé Maître de Champ, mettant ainsi définitivement fin à sa carrière militaire. En 1657, il a assumé le gouvernement de la Capitainerie de Paraíba (pt). Comme il a opéré dans le passé à la manière des troupes actuelles des forces spéciales, combattant en plus petit nombre, sans position fixe, utilisant la surprise comme élément de combat, utilisant des embuscades, recrutant des populations locales, les formant à des techniques irrégulières telles que la guérilla, entre autres, il a été honoré comme le patron du premier bataillon des forces spéciales de l'armée brésilienne et est donc actuellement reconnu comme le premier opérateur des forces spéciales au Brésil[1].